# Приовражное (Пензенская область)
 Приовражное  — поселок Пензенского района Пензенской области. Входит в состав Богословского сельсовета.

## География
Находится в центральной части Пензенской области на расстоянии приблизительно 6 км по прямой на запад-северо-запад от областного центра города Пенза к северу от разъезда Пяша.

## История
Основан в 1990 году как поселок рабочих производственного объединения «Пензенское» (ныне ОАО «Пензенское»). Какое-то время именовался Элита (с 1990 года). В 2004 году — 50 хозяйств.

## Население
Численность населения: 191 человек (1996). Население составляло 182 человека (русские 68 %, мордва 32 %) в 2002 году, 184 в 2010.